# Апостольский нунций на Островах Кука
Апостольский нунций на Островах Кука — дипломатический представитель Святого Престола на Островах Кука. Данный дипломатический пост занимает церковно-дипломатический представитель Ватикана в ранге посла. Апостольская нунциатура на Островах Кука была учреждена на постоянной основе 29 апреля 1999 года.
В настоящее время Апостольским нунцием на Островах Кука является архиепископ Габор Пинтер, назначенный Папой Франциском с 12 апреля 2025 года.

## История
Апостольская нунциатура на Островах Кука была учреждена на постоянной основе 29 апреля 1999 года, папой римским Иоанном Павлом II, отделяя её от апостольской делегатуры на Тихом океане. Однако апостольский нунций не имеет официальной резиденции на Островах Кука, в его столице Аваруа и является апостольским нунцием по совместительству, эпизодически навещая страну. Это единственная апостольская нунциатура, созданная на не являющейся независимой территории: Острова Кука, по сути, государство в свободной ассоциации с Новой Зеландии. Резиденцией апостольского нунция на Островах Кука является Веллингтон — столица Новой Зеландии.

## Апостольские нунции на Островах Кука
- Патрик Коувни — (14 июля 2001 года — 25 января 2005 — назначен апостольским нунцием в Греции);
- Чарльз Дэниэл Бэлво — (25 марта 2006 — 17 января 2013 — назначен апостольским нунцием в Кении и Постоянным наблюдателем в органах Организации Объединённых Наций по окружающей среде и человеческим поселениям);
- Мартин Кребс — (8 мая 2013 — 16 июня 2018 — назначен апостольским нунцием в Уругвае);
- Новатус Ругамбва — (2 февраля 2021 — 27 июля 2024, в отставке);
- Габор Пинтер — (12 апреля 2025 — по настоящее время).